# Jardín Botánico de la Academia de Ciencias de Uzbekistán
El Jardín Botánico de la Academia de Ciencias de Uzbekistán es un jardín botánico que se encuentra en Taskent, Uzbekistán. Está administrado por la Academia de Ciencias de Uzbekistán, pertenece como miembro al BGCI y su código de identificación internacional como institución botánica es TASH.

## Localización
Jardín Botánico de la Academia de Ciencias de Uzbekistán, Calle F. Khodjaev 32, 7000125 Taskent, Uzbekistán
- Teléfono: (99871) 162 70 65

## Historia
El jardín botánico fue fundado en 1953.

## Colecciones
El jardín botánico alberga unas 20000 plantas, con 6000 taxones cultivados.
Entre sus colecciones especiales,
- Rosaleda,
- Flora de Asia Menor
- Cultivares e híbridos de Hibiscus,
- Crataegus,
- Berberis,
- Cotoneaster,
- Lonicera,
- Malus,
- Acer,
- Spiraea,
- Philadelphus,
- Deutzia,
- Tulipa,
- Eremurus,
- Pinus,